# Si Phan Don
Si Phan Don (en laosiano: ສີ່ພັນດອນ que significa «4.000 islas») es un archipiélago fluvial ubicado en el río Mekong, en el sur de la provincia de Champasak en el país asiático de Laos. Si Phan Don se caracteriza por poseer numerosas islas, la mitad de las cuales quedan sumergidos cuando el río Mekong se inunda. Las islas principales del Archipiélago de Si Phan Don son Don Khong (la más grande), y Don Det y Don Kho.
Las características principales del archipiélago Si Phan Don incluyen:
- Los restos del primer ferrocarril en Laos, el ferrocarril de vía estrecha Don Det - Don Kho, construido por los franceses para permitir a los buques, transportar mercancías y pasajeros a lo largo del río Mekong.
- Los delfines de agua dulce del Irrawaddy (Pakha) que se pueden ver en barco fuera de la isla Don Kho y que se consideran en peligro de extinción.
- Las Cataratas Khone Phapheng, una sucesión de rápidos infranqueables y furiosos que dieron lugar a la construcción del ferrocarril.